# Mahmud-e Raqi
Mahmud-e Raqi (persiska: محمود راقی), även Sedq Abad (صدق آباد) är en provinshuvudstad i Afghanistan. Den ligger i distriktet Mahmud-e Raqi och provinsen Kapisa, i den nordöstra delen av landet, 1 486 meter över havet. Staden beräknades 2015 ha mellan 42 000 och 50 000 invånare.